# Pratella
Pratella – miejscowość i gmina we Włoszech, w regionie Kampania, w prowincji Caserta.
Według danych na rok 2004 gminę zamieszkiwało 1695 osób, 49,9 os./km².